# San Juan del Chaco
San Juan del Chaco es una localidad de Bolivia, ubicada en el municipio de Vallegrande en la provincia Vallegrande  del departamento de Santa Cruz.
La localidad se encuentra a pocos kilómetros de la vía principal a una altitud de 1.772 m en la parte alta del río Ariruma, un afluente izquierdo del río La Cienega en el Valle de Trigal. La llanura aluvial termina directamente al oeste del pueblo, y las cadenas montañosas que pasan por aquí alcanzan alturas de hasta 2400 m s. n. m.

## Geografía
San Juan del Chaco se encuentra en el área de transición de la cordillera de los Andes, entre la Cordillera Oriental en el norte y la Cordillera Central en el suroeste, y las tierras bajas de Bolivia en el este. El clima en el valle es cálido y equilibrado durante todo el año, no tan caluroso como en las tierras bajas cercanas, pero también menos templado que en el localidad vecina de Vallegrande.
La temperatura media media de la región es de 22 °C y varía solo ligeramente entre los 19 °C de julio y los 24 °C de noviembre a enero. La precipitación anual es de unos 650 mm, con una estación seca de mayo a septiembre con una precipitación mensual inferior a 25 mm y una estación húmeda de diciembre a febrero con una precipitación mensual de 100 a 125 mm.

## Transporte
San Juan del Chaco se encuentra a 277 km por carretera al suroeste de Santa Cruz de la Sierra, capital del departamento de Santa Cruz.
La ruta troncal asfaltada Ruta 7 conduce al oeste de Santa Cruz hasta Cochabamba y luego de 187 kilómetros vía Samaipata y La Angostura llega al pequeño pueblo de Mataral. Desde allí, la Ruta 22 se bifurca en dirección sur y luego de 28 kilómetros llega a Trigal y luego de otros 25 kilómetros a la capital provincial, Vallegrande. Dos kilómetros al sur de Trigal, un camino rural se bifurca hacia el oeste y conduce a través de San Juan del Chaco a 5 kilómetros de distancia, a la localidad de Moro Moro, a 37 kilómetros de distancia.

## Demografía
La población de la localidad ha disminuido ligeramente en las últimas dos décadas:
| Año  | Habitantes | Fuente |
| ---- | ---------- | ------ |
| 1992 | 248        | censo  |
| 2001 | 227        | censo  |
| 2012 | 219        | censo  |